# Отряд космонавтов ИМБП
Отряд космонавтов ИМБП — отряд гражданских врачей космонавтов-исследователей, образованный как группа 5 мая 1972 года в Институте медико-биологических проблем. 21 июля 1978 года группа космонавтов ИМБП была преобразована в отряд, который стал отдельным подразделением института. Отряд готовил космонавтов для научной медико-биологической работы на орбите. В период с 1968 по 2003 годы в отряд было проведено шесть наборов и отобрано 15 космонавтов-исследователей, из которых только трое совершили космические полёты: Борис Моруков выполнил один полёт, дважды побывали в космосе  Валерий Поляков и Сергей Рязанский.
В 2011 году, после создания единого отряда космонавтов Федерального космического агентства, отряд космонавтов ИМБП был расформирован.

## История
В 1965 году в ИМБП началась подготовка полёта космического корабля «Восход» с медицинской программой исследований длительностью пять суток. Полёт планировался в 1966 году на корабле «Восход-5». Для полёта было отобрано в ИМБП три кандидата: Евгений Ильин, Александр Киселёв и Юрий Сенкевич (принимал участие в наборе космонавтов для полёта на корабле «Восход» в 1964 году). Группа приступила к тренировкам и отработке научно-медицинской программы полёта в ИМБП, для каждого из них были подготовлены индивидуальные ложементы и скафандры, но в 1966 году было приято решение о прекращении программы «Восход». Подготовку врачей-космонавтов в ИМБП прекратили, группу расформировали.
27 марта 1967 года вышло Постановление ЦК КПСС и Совета Министров СССР № 270—105, в котором был определён порядок создания отрядов космонавтов в Министерстве общего машиностроения, Министерстве здравоохранения и Академии наук СССР. В том же году в ИМБП начались организационные работы по созданию собственного отряда космонавтов. Активную роль в этом сыграл лётчик-космонавт СССР Борис Егоров.

### Первый набор космонавтов ИМБП (1972)
В 1968—1970 годах в ИМБП был проведён медицинский отбор кандидатов в космонавты, который прошли пять человек, из которых решением Государственной межведомственной комиссией (ГВМК) 22 марта 1972 года были отобраны три кандидата в космонавты: младший научный сотрудник Георгий Мачинский, аспирант Валерий Поляков и ведущий инженер, старший научный сотрудник Лев Смиренный. Все они вошли в группу кандидатов в космонавты ИМБП, которая официально была оформлена 5 мая 1972 года приказом № 66 министра здравоохранения СССР Б. В. Петровского. Все трое, продолжая работать на прежних должностях в своих подразделениях института, приступили к специальным видам космической подготовки на базе ИМБП. В 1974 году из группы был отчислен по состоянию здоровья Г. Мачинский.

### Второй набор космонавтов ИМБП (1977)
В 1976—1977 годах проходил второй набор в группу космонавтов ИМБП. Медицинский отбор в институте прошли восемь претендентов, которые 1 декабря 1978 года были представлены на утверждение ГМВК. Комиссия отобрала только трёх человека кандидатами в космонавты: Германа Арзамазова, Александра Бородина и Михаила Потапова.
21 июля 1978 года приказом Министра здравоохранения СССР № 180 группа кандидатов в космонавты ИМБП была преобразована в отряд, который стал отдельным подразделением Института. Пять кандидатов в космонавты первого и второго наборов были назначены на должности во вновь созданное подразделение ИМБП — 2-й сектор лаборатории № 16 «Б» (отряд космонавтов). Командиром отряда был назначен В. Поляков (командовал отрядом до 1994 года).

### Третий набор космонавтов ИМБП (1980)
В конце 1970-х годов в НПО «Энергия» была разработана целевая программа для космических полётов с участием женщин и в заинтересованные ведомства были разосланы директивы с предложением отобрать кандидаток для подготовки к полётам. В 1979 году в СССР начался второй набор женщин в космонавты (первый набор женщин в отряд космонавтов состоялся в 1962 году). Отбор кандидатов шёл в различных организациях.
В ИМБП была отобрана группа из шести врачей, сотрудниц института, которых направили на прохождение медкомиссии. Успешно прошли медкомиссию и получили допуск главной медицинской комиссии к специальным тренировкам пять человек. С декабря 1979 по июнь 1980 года они вместе с претендентками из других организаций прошли техническую подготовку на базе НПО «Энергия» и 30 июля 1980 года были представлены на ГМВК, которая отобрала кандидатами в космонавты только четырёх сотрудниц ИМБП: Галину Амелькину, Елену Доброквашину, Тамару Захарову и Ларису Пожарскую. Все они составили третий набор космонавтов отряда ИМБП и в августе 1980 года были назначены на должности младших научных сотрудников подразделения ИМБП, которое стало располагаться в лаборатории № 11 отдела № 13.
В соответствии с новым «Положением о космонавтах СССР» утверждённым Постановлением ЦК КПСС и СМ СССР № 425—127 от 30 апреля 1981 года в ИМБП было проведено очередное штатно-структурное изменение отряда. 5 октября 1981 года все девять кандидатов в космонавты были официально назначены на должности космонавтов-исследователей. С 1 апреля 1982 года отряд космонавтов ИМБП стал располагаться во вновь образованном Учебно-тренировочном специальном центре (отдел № 17), который до 1990 года возглавлял Юрий Сенкевич.

### Четвёртый набор космонавтов ИМБП (1985)
В 1983—1985 годах проходил четвертый набор в отряд космонавтов ИМБП, в ходе которого был зачислен только один кандидат — инженер ИМБП Юрий Степанов, который с 1975 года несколько раз участвовал в отборах космонавтов. 11 ноября 1983 года он прошёл медкомиссию и 2 сентября 1985 года решением ГМВК он был рекомендован к зачислению в отряд. После прохождения курса общекосмической подготовки в ЦПК имени Ю. А. Гагарина был назначен на должность космонавта-исследователя ИМБП, а в 1995 году переведён из ИМБП на должность космонавта-исследователя РАН.

### Пятый набор космонавтов ИМБП (1989)
С 1988 года проходил пятый набор в космонавты отряда ИМБП. 25 января 1989 года состоялось заседание ГМВК, на котором из шести претендентов, прошедших медкомиссию были утверждены только три человека кандидатов в космонавты: Владимир Караштин, Василий Лукьянюк и Борис Моруков.
В 1989—1994 годах командиром отряда космонавтов был Г. Арзамазов, а с 1994 года В. Лукьянюк. На начало 2003 года Лукьянюк оставался единственным космонавтом в отряде, остальные космонавты-исследователи покинули отряд по разным причинам.

### Шестой набор космонавтов ИМБП (2003)
В начале 2003 года медицинский отбор в отряд космонавтов ИМБП начали проходить пять сотрудников института. 26 марта 2003 года допуск медицинской комиссии получил только один из них — Сергей Рязанский. 29 мая 2003 года на заседании Межведомственной комиссии по отбору космонавтов он был утверждён кандидатом в отряд космонавтов ИМБП. После прохождения общекосмической подготовки 5 июля 2005 года он получил квалификацию «космонавт-исследователь» и до 2010 года оставался единственным космонавтом в отряде.
Всего из 15 космонавтов-исследователей ИМБП только трое совершили космические полёты: Борис Моруков совершил один полёт и по два космических полёта выполнили Валерий Поляков и Сергей Рязанский.
В 2011 году, после создания единого отряда космонавтов Федерального космического агентства, отряд космонавтов ИМБП был расформирован.

## Список космонавтов отряда ИМБП
| Список космонавтов отряда ИМБП (1968—20031972)       | Список космонавтов отряда ИМБП (1968—20031972)    | Список космонавтов отряда ИМБП (1968—20031972)    | Список космонавтов отряда ИМБП (1968—20031972)    | Список космонавтов отряда ИМБП (1968—20031972)    | Список космонавтов отряда ИМБП (1968—20031972)                            | Список космонавтов отряда ИМБП (1968—20031972)                                                                    | Список космонавтов отряда ИМБП (1968—20031972)    | Список космонавтов отряда ИМБП (1968—20031972)    |
| №                                                    | Фотография                                        | ФИО                                               | Дата рождения                                     | Порядковый номер                                  | Должность и место работы до поступления в отряд                           | Данные о полётах                                                                                                  | Дата выхода из отряда                             | Примечание                                        |
| Первый набор в отряд космонавтов ИМБП (1968—1972)    | Первый набор в отряд космонавтов ИМБП (1968—1972) | Первый набор в отряд космонавтов ИМБП (1968—1972) | Первый набор в отряд космонавтов ИМБП (1968—1972) | Первый набор в отряд космонавтов ИМБП (1968—1972) | Первый набор в отряд космонавтов ИМБП (1968—1972)                         | Первый набор в отряд космонавтов ИМБП (1968—1972)                                                                 | Первый набор в отряд космонавтов ИМБП (1968—1972) | Первый набор в отряд космонавтов ИМБП (1968—1972) |
| ---------------------------------------------------- | ------------------------------------------------- | ------------------------------------------------- | ------------------------------------------------- | ------------------------------------------------- | ------------------------------------------------------------------------- | --- | ------------------------------------------------- | ------------------------------------------------- |
| 1                                                    |                                                   | Мачинский Георгий Владимирович                    | 11 октября 1937 года                              | —                                                 | м.н.с., старший лаборант лаборатории № 23 «В» ИМБП                        | — | 4 июня 1974 года                                  |                                                   |
| 2                                                    |                                                   | Поляков Валерий Владимирович                      | 27 апреля 1942 года                               | 66-й космонавт СССР                               | аспирант лаборатории № 2 «Б» ИМБП                                         | 29.08.1988-27.04.1989 «Союз ТМ-6» — «Мир» — «Союз ТМ-7», 8.01.1994-22.03.1995 «Союз ТМ-18» — «Мир» — «Союз ТМ-20» | 1 июня 1995 года                                  | умер 7 сентября 2022 года                         |
| 3                                                    |                                                   | Смиренный Лев Николаевич                          | 25 октября 1932 года                              | —                                                 | ведущий инженер, с.н.с. лаборатории № 9 «А» ИМБП                          | — | 23 октября 1986 года                              | умер 11 мая 2018 года                             |
| Второй набор в отряд космонавтов ИМБП (1976—1977)    |                                                   |                                                   |                                                   |                                                   |                                                                           | |                                                   |                                                   |
| 4                                                    |                                                   | Арзамазов Герман Семенович                        | 9 марта 1946 года                                 | —                                                 | м.н.с. 52-й лаборатории 9-го сектора ИМБП                                 | — | 1 декабря 1995 года                               |                                                   |
| 5                                                    |                                                   | Бородин Александр Викторович                      | 3 марта 1953 года                                 | —                                                 | аспирант 2-го сектора ИМБП                                                | — | 10 марта 1993 года                                |                                                   |
| 6                                                    |                                                   | Потапов Михаил Георгиевич                         | 28 октября 1952 года                              | —                                                 | м.н.с. лаборатории 16 «Б» ИМБП                                            | — | 27 мая 1985 года                                  |                                                   |
| Третий набор в отряд космонавтов ИМБП (1979—1980)    |                                                   |                                                   |                                                   |                                                   |                                                                           | |                                                   |                                                   |
| 7                                                    |                                                   | Доброквашина Елена Ивановна                       | 8 октября 1947 года                               | —                                                 | ассистент кафедры пропедевтики внутренних болезней 1-й ММИ                | — | 10 марта 1993 года                                |                                                   |
| 8                                                    |                                                   | Захарова Тамара Сергеевна                         | 11 апреля 1952 года                               | —                                                 | м.н.с. отделения реанимации ВНИИКиЭХ                                      | — | 1 сентября 1995 года                              |                                                   |
| 9                                                    |                                                   | Амелькина Галина Васильевна                       | 22 мая 1954 года                                  | —                                                 | ординатор 2-го Московского медицинского института                         | — | май 1983 года                                     |                                                   |
| 10                                                   |                                                   | Пожарская Лариса Григорьевна                      | 15 марта 1947 года                                | —                                                 | м.н.с. ГБУЗ МО МОНИКИ им. М. Ф. Владимирского.                            | — | 10 марта 1993 года                                | умерла 18 февраля 2002 года                       |
| Четвёртый набор в отряд космонавтов ИМБП (1983—1985) |                                                   |                                                   |                                                   |                                                   |                                                                           | |                                                   |                                                   |
| 11                                                   |                                                   | Степанов Юрий Николаевич                          | 27 сентября 1936 года                             | —                                                 | с.н.с. ИМБП                                                               | — | 2002 год                                          |                                                   |
| Пятый набор в отряд космонавтов ИМБП (1988—1989)     |                                                   |                                                   |                                                   |                                                   |                                                                           | |                                                   |                                                   |
| 12                                                   |                                                   | Моруков Борис Владимирович                        | 1 октября 1950 года                               | 93-й космонавт СССР                               | с.н.с., заведующий отделом ИМБП                                           | 8-18.09.2000 Atlantis STS-106 — МКС.                                                                              | 13 ноября 2007 года                               | умер 1 января 2015 года                           |
| 13                                                   |                                                   | Караштин Владимир Владимирович                    | 18 ноября 1962 года                               | —                                                 | м.н.с. 225-й лаборатории ИМБП                                             | — | 17 января 2002 года                               | умер 2 декабря 2015 года                          |
| 14                                                   |                                                   | Лукьянюк Василий Юрьевич                          | 22 сентября 1958 года                             | —                                                 | с.н.с. лаборатории физиологии ускорений и искусственной силы тяжести ИМБП | — | 18 февраля 2003 года                              |                                                   |
| Шестой набор в отряд космонавтов ИМБП (2003)         |                                                   |                                                   |                                                   |                                                   |                                                                           | |                                                   |                                                   |
| 15                                                   |                                                   | Рязанский Сергей Николаевич                       | 13 ноября 1974 года                               | 117-й космонавт СССР                              | с.н.с. отдела сенсомоторной физиологии и профилактики ИМБП                | 25.09.2013-11.03.2014 «Союз ТМА-10М» — МКС, 28.07-14.12.2017 «Союз МС-05» — МКС                                   | 16 июля 2018 года                                 |                                                   |